# Panulia perdensata
Panulia perdensata là một loài bướm đêm trong họ Geometridae.